# Erwin Casmir
Bernhard Artur Erwin Casmir (ur. 2 grudnia 1895 w Berlinie, zm. 19 kwietnia 1982 we Frankfurcie nad Menem) – niemiecki szermierz, trzykrotny medalista igrzysk olimpijskich i mistrzostw świata. 

## Kariera sportowa
Na igrzyskach olimpijskich w Amsterdamie w 1928 roku zdobył srebrny medal we florecie indywidualnym. W rundzie finałowej uzyskał taki sam wynik co Francuz Lucien Gaudin i Włoch Giulio Gaudini. W pojedynkach barażowych o medale Casmir jeden przegrał a drugi wygrał; ostatecznie złoto otrzymał Gaudin, Casmir zdobył srebro, a Gaudini brąz. W turnieju drużynowym Niemcy odpadli w pierwszej rundzie. Startował tam także w szabli, zajmując czwarte miejsce drużynowo i szóste indywidualnie. Na rozgrywanych cztery lata później igrzyskach olimpijskich w Los Angeles był piąty we florecie indywidualnym, w rundzie finałowej wygrywając pięć z dziewięciu pojedynków. Parę dni później był czwarty w szabli indywidualnej, w rundzie finałowej ponownie wygrywając pięć z dziewięciu pojedynków. Brał też udział w igrzyskach olimpijskich w Berlinie w 1936 roku, zdobywając dwa medale. Najpierw razem z Siegfriedem Lerdonem, Augustem Heimem, Juliusem Eiseneckerem, Stefanem Rosenbauerem i Otto Adamem zdobył brązowy medal we florecie drużynowym. Następnie był czwarty w turnieju indywidualnym, wygrywając cztery z siedmiu walk w rundzie finałowej. Ponadto reprezentacja III Rzeszy w składzie: Hans-Georg Jörger, Julius Eisenecker, August Heim, Erwin Casmir, Richard Wahl i Hans Esser zajęła trzecie miejsce w szabli drużynowej.
Kilkukrotnie zdobywał medale mistrzostw świata (oficjalnie rozgrywanych pod tą nazwą dopiero od 1937). Pierwszy medal zdobył podczas mistrzostw świata w Wiedniu w 1931 roku, razem z Juliusem Eiseneckerem, Augustem Heimem i Heinrichem Moosem zajmując trzecie miejsce w szabli drużynowej. W tej samej konkurencji zdobył też brązowy medal na mistrzostwach świata w Paryżu (1937). W międzyczasie razem z kolegami z reprezentacji zdobył też brązowy medal we florecie drużynowym na mistrzostwach świata w Warszawie (1934).
W czasie swojej kariery zdobył łącznie 52 złote medale mistrzostw Niemiec we wszystkich trzech rodzajach broni (floret, szpada i szabla), z tego 23 indywidualnie. 
W latach 1935–1945 był członkiem Deutscher Olympischer Ausschuss, komitetu olimpijskiego III Rzeszy. Następnie od 1949 do 1957 był prezydentem Niemieckiego Związku Szermierki, a w latach 1949-1982 był członkiem Deutscher Olympischer Sportbund.

## Życie prywatne
Ojciec szermierza Normana Casmira i bratanek Gustava.